# Gigantochloa albociliata
Gigantochloa albociliata är en gräsart som först beskrevs av William Munro, och fick sitt nu gällande namn av Wilhelm Sulpiz Kurz. Gigantochloa albociliata ingår i släktet Gigantochloa och familjen gräs. Inga underarter finns listade i Catalogue of Life.